# 3235 Melchior
A 3235 Melchior (ideiglenes jelöléssel 1981 EL1) a Naprendszer kisbolygóövében található aszteroida. Henri Debehogne,  Giovanni de Sanctis fedezte fel 1981. március 6-án.